# Sextius occidentalis
Sextius occidentalis är en insektsart som beskrevs av Jacobi 1909. Sextius occidentalis ingår i släktet Sextius och familjen hornstritar. Inga underarter finns listade i Catalogue of Life.